# 発情娘 糸ひき生下着
『発情娘 糸ひき生下着』（はつじょうむすめ なまひきなましたぎ）は、吉行由実監督の日本映画。35mmカラーフィルム作品。

## 概要
1998年3月20日、大蔵映画配給のピンク映画として公開。
2009年には『ベストフレンド』のタイトルで一般公開。R-18作品。
第11回ピンク大賞では本作の脚本で五代暁子が脚本賞を受賞（『超いんらん 姉妹どんぶり』でも脚本）。川瀬陽太がが主演男優賞を受賞。

## ストーリー
紙一枚の結婚という形式にとらわれたくはない。けれど彼の浮気を止めるためには結婚という制度も必要なの?　　交際4年目のカップル、マリカと晃。さらに晃に恋心を抱く友人、シュンを加えジェンダーを越えた愛と友情の三角関係を描くポップなラブストーリー。「好きな人が好きな人…って、好きだよね。」

## 登場人物
マリカ
演 ‐ 林由美香
ディスプレイ・デザイナー。晃と同棲4年目。結婚という形式にとらわれない生き方を望むが、一方で浮気にも悩む。
シュン
演 ‐ 川瀬陽太
イラストレーター。晃の幼馴染で、彼に思いを抱き続けるゲイ。マリカや晃などごく近しい仲間カミングアウト済みだが、その外周には性志向をオープンにしていない。好きな人の好きな人は好き、という理由でマリカとも友人関係を築く。心優しき半面、悩みを抱える。
中沢晃
演 ‐ 石川雄也
マリカの彼氏。測量会社に勤務するサラリーマン。単身赴任で家を空けることとなり、マリカにシュンを紹介する。
杉崎
演 ‐ 吉行由美
晃の同僚でカメラマン。
ヒナコ
演 ‐ 河名麻衣
マリカの友人。デパート勤務。シュンをベッドに誘う。
シュンの母
演 ‐ 原知佐子
息子思いの母。表立ってカミングアウトはされていないが、察している。

## スタッフ
- 製作担当：国沢実
- 脚本：五代暁子
- 監督：吉行由実
- 撮影：小西泰正
- 照明：渡波洋行
- 編集：酒井正次
- 録音：シネ・キャビン
- 音楽：加藤キーチ
- 現像：東映化学
- 助監督：瀧島弘義
- 制作：オフィス吉行
- 配給：大蔵映画